# Richard B. Hubbard

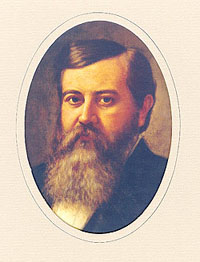
Richard B. Hubbard, cirka 1877

Richard Bennett Hubbard, född 1 november 1832 i Walton County, Georgia, död 12 juli 1901 i Tyler, Texas, var en amerikansk demokratisk politiker och diplomat. Han var den 16:e guvernören i Texas 1876–1879.
Hubbard studerade litteraturvetenskap vid Mercer Institute (numera Mercer University) i Georgia. Han fortsatte sedan sina studier vid University of Virginia och avlade 1853 juristexamen vid Harvard Law School. Därefter flyttade han till Texas där han engagerade sig i politiken. I presidentvalet 1856 stödde Hubbard valets segrare James Buchanan och blev utnämnd till federal åklagare. År 1859 avgick Hubbard och profilerade sig politiskt som företrädare för sydstaternas utträde ur USA. I amerikanska inbördeskriget förde han befäl över ett infanteriregemente.
Efter kriget arbetade Hubbard som advokat och gick in i politiken på nytt. I presidentvalet 1872 valdes han till elektor för Horace Greeley som hann avlida före omröstningen i elektorskollegiet. Hubbard tillträdde 1874 som viceguvernör i Texas. Guvernör Richard Coke avgick 1876 och efterträddes av Hubbard. Trots sin popularitet nominerades Hubbard inte för omval i guvernörsvalet 1878.
Hubbard var chef för USA:s diplomatiska beskickning i Japan 1885–1889. Efter sin tid som diplomat skrev han en bok om USA:s relationer till länder i fjärran östern, The United States in the Far East (1899).
Hubbard avled 1901 och gravsattes på Oakwood Cemetery i Tyler.